# Marienthal (Luksemburg)
Marienthal (lb. Mariendall) – wieś (Uertschaft) we wschodnim Luksemburgu, w kantonie Mersch, w gminie Helperknapp. Do 3 października 2015 miejscowość leżała w dystrykcie Luksemburg, a do 31 grudnia 2017 należała do gminy Tuntange. Liczy 112 mieszkańców (31 grudnia 2022). 